# Gimme the Prize
«Gimme the Prize» — песня британской рок-группы Queen с альбома A Kind of Magic.

## О композиции
Это одна из самых тяжёлых композиций группы. Песню написал гитарист группы Брайан Мэй, она была создана специально для фильма «Горец» и является темой главного отрицательного персонажа ленты — Кургана. В фильме используется лишь её небольшая часть (с 0:23 до 1:05).
Известно, что Фредди Меркьюри и Джону Дикону эта песня не нравилась.
Инструментальный ремикс «Gimme the Prize» вышел в качестве стороны «Б» сингла «No-One but You (Only the Good Die Young)».